# Oblastní rada Emek ha-Jarden
Oblastní rada Emek ha-Jarden, (hebrejsky מועצה אזורית עמק הירדן‎ - mo'aca ezorit Emek ha-Jarden, doslova „oblastní rada Jordánské údolí“, anglicky Emek HaYarden Regional Council) je administrativní část izraelského distriktu Sever, která zahrnuje sídla v Galileji, podél břehů Galilejského jezera, zejména při jeho jižním břehu (u výtoku řeky Jordán) a při jeho severozápadním břehu.

## Dějiny

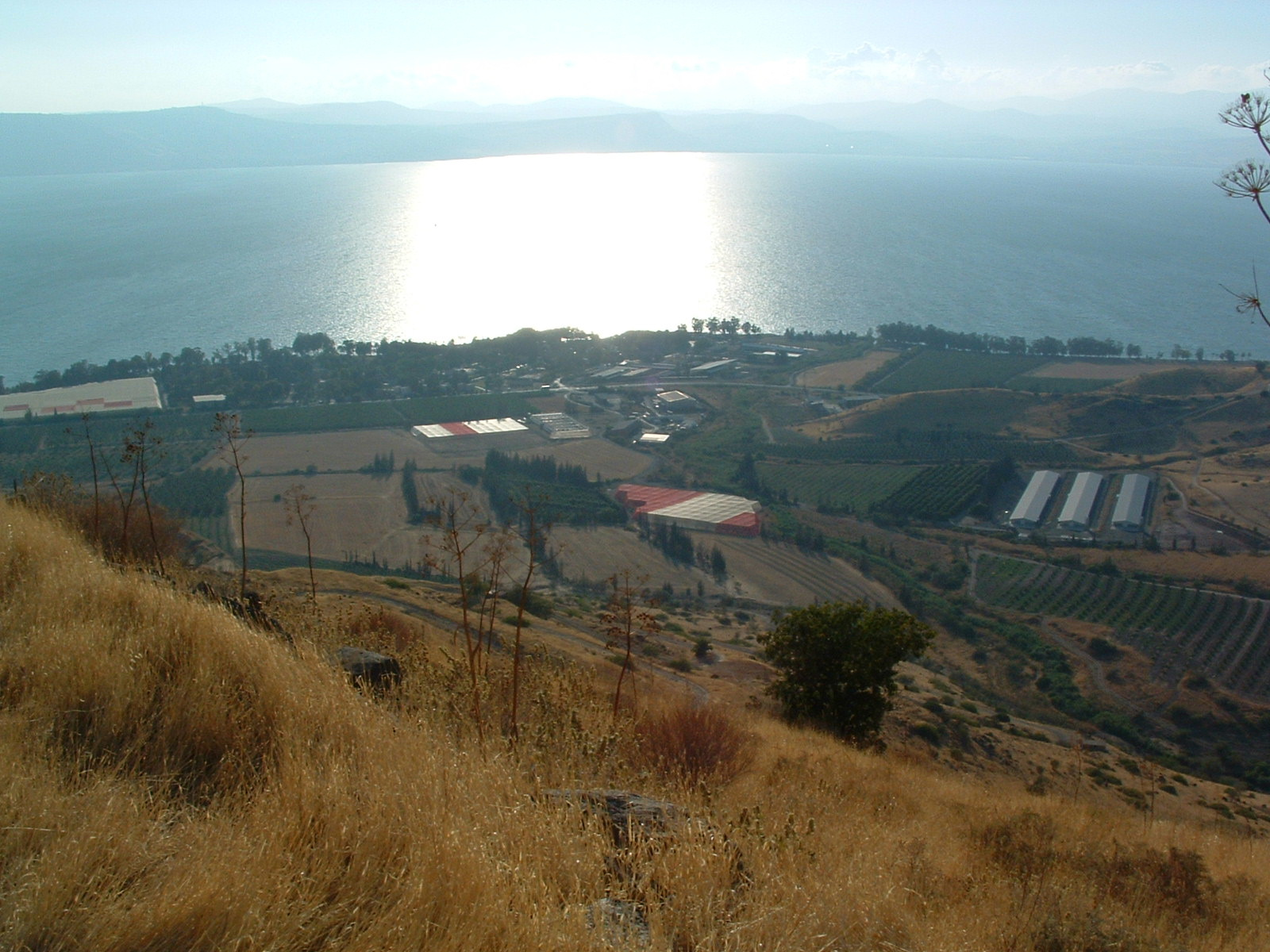
Kibuc Ejn Gev a Galilejské jezero

Oblastní rada Emek ha-Jarden byla založena roku 1949. Šlo o první oblastní radu zřízenou v Izraeli po vzniku státu a její organizační struktura byla pak inspirací pro vznik desítek podobných oblastních rad po celé zemi.
První novověké židovské osady zde vznikly již počátkem 20. století (Deganija roku 1909). Během britského mandátu Palestina pak přibyly další zemědělské vesnice. Ve 30. letech 20. století začaly zdejší kolektivní kibucy spolupracovat v rámci Va'ad ha-Guš (ועד הגוש) - regionálního sdružení, které předznamenalo pozdější vznik oblastních rad. Další obce vznikaly po první arabsko-izraelské válce tedy po roce 1948, ale vzhledem k intenzivnímu osidlování již před rokem 1948 šlo už jen o drobné zahuštění stávající sítě zemědělských obcí.
Starostou oblastní rady je Idan Greenbaum. Oblastní rada má velké pravomoci zejména v provozování škol, územním plánování a stavebním řízení nebo v ekologických otázkách.

## Seznam sídel v oblastní radě Emek ha-Jarden
Oblastní rada Emek ha-Jarden sdružuje 22 izraelských vesnic, které fungují buď jako kolektivně hospodařící komunity typu kibuc či mošav nebo jako individuální společné osady. Sídlo úřadů oblastní rady leží přibližně 1 km východně od obce Deganja Alef, přímo na březích Galilejského jezera, nedaleko křižovatky dálnice číslo 90 a dálnice číslo 92.
kibucy
Afikim
Alumot
Ašdot Ja'akov Ichud
Ašdot Ja'akov Me'uchad
Bejt Zera
Deganija Alef
Deganija Bet
Ejn Gev
Ginosar
Chukok
Kvucat Kineret
Ma'agan
Masada
Ravid
Ša'ar ha-Golan
Tel Kacir
mošavy
Almagor
ha-On
společné osady
Kineret (mošava)
Porija Ilit
Porija Kfar Avoda
Porija Neve Oved

## Demografie
K 31. prosinci 2014 žilo v oblastní rada Emek ha-Jarden 12 400 obyvatel. Z celkové populace bylo 11 700 Židů. Včetně statistické kategorie „ostatní“, tedy nearabští obyvatelé židovského původu, ale bez formální příslušnosti k židovskému náboženství, jich bylo 12 300. Podle starosty oblastní rady má být v obcích pod její jurisdikcí postaveno do roku 2014 dalších 1000 nových bytových jednotek.
| Rok            | 1961  | 1972  | 1983  | 1995  | 2006  | 2008   | 2009   | 2010   | 2011   | 2012   | 2013   | 2014   |
| -------------- | ----- | ----- | ----- | ----- | ----- | ------ | ------ | ------ | ------ | ------ | ------ | ------ |
| Počet obyvatel | 8 700 | 8 400 | 9 500 | 9 600 | 9 900 | 10 700 | 10 900 | 11 200 | 11 700 | 11 800 | 12 100 | 12 400 |